# Jørn Mader
Jørn Mader (født 9. juni 1947 i Svendborg, død 1. december 2023 i Svendborg. ) var en dansk journalist.
I løbet af sin karriere arbejdede han for Fyens Stiftstidende, Politiken, DR og TV 2. Fra 1989 til 2003 var han sammen med Jørgen Leth tilknyttet TV 2 Sporten som kommentator af cykelløbet Tour de France.
Jørn Mader var frem til sin død, efter mange år i Odense, bosiddende i fødebyen Svendborg.
Han var også kommentator på PlayStation 2- og PC-spillet "Athens 2004", om hvordan deltagerne klarer sig i de forskellige kategorier.
Jørn Mader var kendt for sine lidt poetiske kommentarer. Om Jan Ullrich lød det fra Jørn Mader i 2003. 
.
" Rostock-kraftværket, en stor, tungt trampende tysker, et torpedoskud gennem luften, en kraftbombe, praktisk taget pløjer op ad asfalten, bevæger benene sig som store stempler på den tyske maskine, en rullende Bismarck. "